# Джезуальдо (Италия)
Джезуальдо (итал. Gesualdo) — город в провинции Авеллино, знаменит благодаря композитору  Карло Джезуальдо да Веноза.

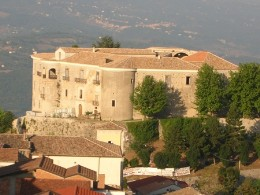
Вид на замок

Население на 2010 год составляло 3692, плотность населения составляет 136 чел./км². Занимает площадь 27,13 км². Почтовый индекс — 83040. Телефонный код — 0825.
Покровителем города считается Николай Чудотворец. Праздник города ежегодно празднуется 6 декабря.